# Чуквубуке Адаму
Чуквубуке Джуніор Адаму (нім. Chukwubuike Junior Adamu, нар. 6 червня 2001, Кано) — австрійський футболіст нігерійського походження, нападник німецького «Фрайбурга» і збірної Австрії.

## Клубна кар'єра
Почав свою кар'єру у молодіжному складі «ГСВ Ваккерк». У січні 2014 року перейшов до клубу «Грацер», а в 2015-му приєднався до молодіжної академії «Ред Булла» (Зальцбург), де пройшов через рівні від U15 до U18.
У вересні 2017 року потрапив до заявки головної команди клубу «Ліферінг», також дебютував у Молодіїній Лізі УЄФА у складі «Ред Булл» U19, виходячи на заміну у двох матчах.
У сезоні 2018/2019 дебютував у складі «Ліферінга» вийшовши на заміну у матчі проти «Тіролю». Уже в другій своїй грі (і при першому виході в основі) оформив дублю у ворота «Горна». В сезоні 2019/2020 забив свій перший м'яч у Молодіжній Лізі УЄФА «Наполі» U19.
1 серпня 2020 року підписав контракт з дорослою командою «Ред Булла», однак в осінній частині сезону на поле не виходив, і в лютому поїхав в оренду до сусідньої Швейцарії, до клубу «Санкт-Галлен». Дебютував у матчі проти «Базеля», перший гол забив у третій грі за клуб у ворота «Люцерна». 30 червня 2021 повернувся до Австрії.

## Виступи за збірні
У молодіжних збірних дебютував 9 жовтня 2018 року у матчі проти Швейцарії U-18. У складі юнацької збірної Австрії зіграв 4 поєдинки, три з яких у відобрі до Євро-U19, забивши по одному м'ячу у кожному з відбіркових матчів. За національну збірну Австрії дебютував 12 листопада 2021 року у матчі проти Ізраїлю.

## Титули і досягнення
- Чемпіон Австрії (3):

«Ред Булл»: 2019-20, 2021-22, 2022-23
- Володар Кубка Австрії (2):

«Ред Булл»: 2019-20, 2021-22